# Graphium aurivilliusi
Espèce
Statut de conservation UICN

 DD  : Données insuffisantes
Graphium aurivilliusi est une espèce de lépidoptères de la famille des Papilionidae, à la sous-famille des Papilioninae et au genre Graphium. L'espèce est endémique de la République démocratique du Congo.

## Description de l'imago
Graphium aurivilliusi est fait environ 75 mm d'envergure. L'espèce est marron foncé avec des marques blanches teintées de vert. Les ailes n'ont pas de queues et seul le mâle de cette espèce est connu.

## Répartition et habitat
Graphium aurivilliusi est endémique de la République démocratique du Congo. L'espèce n'est connue que par deux spécimens mâles collectés.

## Systématique
Cette espèce a été décrite pour la première fois par Emile Seeldrayers en 1896.